# Île aux Perroquets (Gabon)

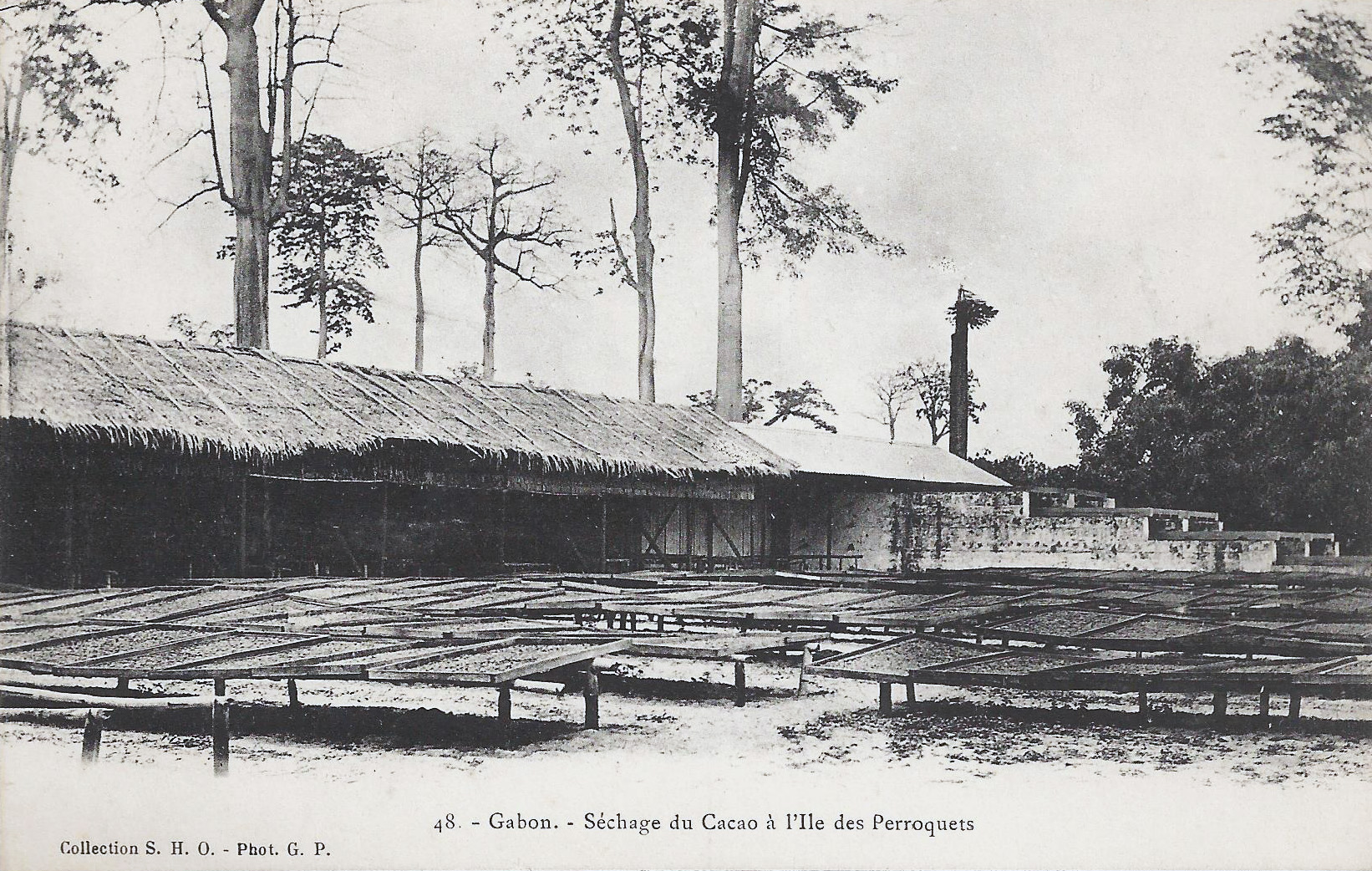
Séchage du cacao à l'île des Perroquets, vers 1900.

Ne doit pas être confondue avec l'île aux Perroquets (Canada).
L'île aux Perroquets, ou île Mbini,, est une île de l'estuaire du Komo, au Gabon.
Les Mpongwè ont tenu sur l'île leurs assises solennelles. Tous les chefs de clan ou de terre ainsi que tous les chefs de villages se tenaient d'y assister. Ils se réunissaient chaque année ainsi qu'afin de décider d'une guerre contre un peuple voisin,.
L'île aurait été acquise par Prémord et fils, négociants à Honfleur.
En 1892, un colon français, H. Janselme, s'installe sur l'île et y crée une plantation de cacaoyers,. Celle-ci est parfois présentée comme la première plantation de cacaoyers à avoir été créée au Gabon.